# John Mwangangi
John Nzau Mwangangi (1 november 1990) is een Keniaanse langeafstandsloper, gespecialiseerd in de wegatletiek. 
Tijdens zijn carrière vanaf 2008 tot heden richt hij zich voornamelijk op afstanden van 10 km tot de halve marathon. Hij loopt veel wedstrijden in Europa. Ook in Nederland is hij bekend door zijn deelname in 15 wedstrijden tot 2016.

## Loopbaan
Zijn eerste internationale wedstrijd liep hij in Zwitserland in 2008 tijdens de Greifenseelauf, die hij won.
In het najaar van 2009 wint hij drie wedstrijden, namelijk de Route du Vin (een halve marathon), de Basler Stadtlauf (10 km) en voor de tweede achtereenvolgende maal de Greifenseelauf.
Ook in 2010 behaalt hij zijn grootste overwinningen in het najaar. In september wint hij zijn eerste loop in Nederland, de Dam tot Damloop, 's werelds grootste wedstrijd over 10 Engelse mijl. In oktober won hij de 20 km van Parijs en in november de halve marathon van Valencia.
2011 begon met een overwinning in de halve marathon van Rabat in Marokko en een tweede plaats in de halve marathon van Lissabon. In het najaar wint hij wederom de 20 km van Parijs en de halve marathon van Valencia. In deze halve marathon liep hij voor het eerst onder het uur (59.45). Tijdens de Montferland Run loopt hij met 43.13 een persoonlijk record op de 15 km.
Hij nam deel aan het wereldkampioenschap halve marathon in 2012 waar hij brons won. In het landenklassement won hij met zijn land Kenia goud.
Tijdens de halve marathon van Lissabon won hij voor de tweede keer zilver in 2012. In Nederland won hij zilver in de Tilburg Ten Miles.
In 2013 won hij de halve marathon van het Spaanse Alicante. Tijdens de Dam tot Damloop won hij zilver.
In 2014 won hij weer een halve marathon, deze keer de City-Pier-City Loop in Den Haag. Later dat jaar won Mwangangi voor de tweede keer de Dam tot Damloop. Dit bleek de opmaat naar een goed marathonresultaat: een maand later won hij tijdens de marathon van Amsterdam het brons in een tijd van 2:07.28.
In 2015 won hij weer in Valencia, maar dit keer was dat de hele marathon van Valencia in een nieuw persoonlijk record van 2:06.13. Tijdens de Dam tot Damloop won hij zilver en in de halve marathon van Egmond het brons.

## Palmares

### 5000 m
- 2009:  Afrikaanse jeugd kamp. in Bambous - 13.42,88
- 2012: 5e Keniaanse kamp. in Nairobi - 13.42,5

### 10.000 m
- 2012:  Nairobi - 28.47,5
- 2013:  7th NBK/Athletics Kenya Meeting in Nairobi - 28.28,3
- 2013: 6e Keniaanse kamp. in Nairobi - 28.08,5
- 2013: 10e Keniaanse WK Trials in Nairobi - 28.25,30

### 10 km
- 2009:  Basler Stadtlauf in Basel - 28.36,6
- 2010:  Tilburg Ten Miles - 27.53
- 2010: 4e Singelloop Utrecht - 28.10
- 2013:  Rahal Memorial in Casablanca - 28.11
- 2014: 5e Stadsloop Appingedam - 28.17
- 2015:  World's Best in San Juan - 28.52
- 2016: 5e World's Best in San Juan - 28.00

### 15 km
- 2011:  Montferland Run - 43.12,2

### 10 Eng. mijl
- 2009:  Grand Prix von Bern - 47.41
- 2010:  Dam tot Damloop - 45.26
- 2011:  Dam tot Damloop - 45.13
- 2012:  Tilburg Ten Miles - 45.38
- 2013:  Dam tot Damloop - 45.30
- 2014:  Dam tot Damloop - 45.45
- 2015:  Dam tot Damloop - 45.58
- 2017: 10e Dam tot Damloop - 47.29

### 20 km
- 2009:  Lausanne - 1:00.29,3
- 2010:  20 km van Parijs - 58.09
- 2011:  20 km van Parijs - 58.15

### halve marathon
- 2008:  halve marathon van Uster - 1:04.23
- 2009:  halve marathon van Uster - 1:05.42,1
- 2009:  Route du Vin - 1:00.36
- 2010:  City-Pier-City Loop 2010 - 59.56
- 2010:  halve marathon van Rabat - 1:01.04
- 2010:  halve marathon van Valencia - 1:01.10
- 2011:  halve marathon van Lissabon - 1:00.30
- 2011:  halve marathon van Rabat - 1:01.08
- 2011:  halve marathon van Valencia - 59.45
- 2012:  halve marathon van Lissabon - 1:00.44
- 2012:  halve marathon van Kavarna - 1:01.01
- 2012:  halve marathon van Valencia - 59.58
- 2013:  halve marathon van Alicante - 1:01.48
- 2013:  halve marathon van Luanda - 1:01.29
- 2013:  halve marathon van Valencia - 1:00.37
- 2014:  City-Pier-City Loop 2014 - 1:00.26
- 2015:  halve marathon van Egmond - 1:03.53
- 2018:  Halve marathon van Guadalajara - 1:03.49

### marathon
- 2013: 5e marathon van Rotterdam - 2:09.31,7
- 2013: 4e marathon van Valencia - 2:10.40
- 2014: 6e marathon van Hamburg - 2:08.06
- 2014:  marathon van Amsterdam - 2:07.28
- 2015: 11e marathon van Hamburg - 2:13.14
- 2015:  marathon van Valencia - 2:06.13
- 2016: 4e Marathon van Valencia - 2:08.31
- 2022: 14e Marathon van Sevilla - 2:09.05

### veldlopen
- 2011:  Afrikaanse kamp. in Cape Town - 35.31
- 2013:  Keniaanse kamp. in Kericho - 36.56